# How's It Goin' Down
«How's It Goin' Down» — пісня американського репера DMX, випущена 9 червня 1998 року як четвертий сингл з його дебютного студійного альбому It's Dark and Hell Is Hot. У пісні бере участь R&B-співачка Фейт Еванс. Пісня згодом стала скромним хітом, досягнувши 70-го місця в Billboard Hot 100.

## Музичне відео
Музичне відео, зняте Хайпом Вільямсом, наочно описує історію пісні, детально описуючи роман DMX із жінкою на ім’я Теніка, яка вже перебуває у стосунках із батьком своїх двох дітей. У ньому представлені епізодичні ролі тоді ще невідомих реперів Eve, Ja Rule, Drag-On та Ірв Готті.

## Список композицій

### Side 1
1. "How's It Goin' Down" (Radio Edit)
2. "How's It Goin' Down" (LP Version)
3. "How's It Goin' Down" (TV Track)

### Side 2
1. "Ruff Ryders' Anthem" (Radio Edit)
2. "Ruff Ryders' Anthem" (LP Version)
3. "Ruff Ryders' Anthem" (TV Track)

## Чарти
| Чарт (1998)                        | Позиція |
| ---------------------------------- | ------- |
| US Billboard Hot 100               | 70      |
| US Billboard Hot R&B/Hip-Hop Songs | 19      |